# Festival del cinema di Stoccolma
Il Festival del cinema di Stoccolma (Stockholm International Film Festival) è uno dei principali festival cinematografici della Scandinavia.
Il festival, che dura circa una decina di giorni, si svolge annualmente dal 1990 durante la seconda metà del mese di novembre. Il miglior film in concorso votato dalla giuria riceve il Cavallo di bronzo.

## Premi
Le categorie premiate al festival sono:
- Cavallo di bronzo: Miglior film (dal 1990)
- Lifetime Achievement Award: Premio alla carriera (dal 1990)
- Miglior attore (dal 1993)
- Miglior attrice (dal 1992)
- Miglior sceneggiatore (dal 1994)
- Miglior regista esordiente (dal 1994)
- Miglior fotografia (dal 1994)
- Miglior cortometraggio (dal 1998)
- Audience Award (dal 2000)
- Miglior film svedese (dal 2002)
- Visionary Award (dal 2004)
- Miglior colonna sonora (dal 2007)
- Stockholm Achievement Award (dal 2012)

## La giuria
Nel corso degli anni vari personaggi del mondo del cinema sono stati scelti come giuria del festival, in particolare si ricordano:
- Mikael Håfström membro della giuria nel 1994
- Peter Stormare membro della giuria nel 1994
- Jaume Balagueró membro della giuria nel 2000
- Clotilde Courau membro della giuria nel 2000
- Rebecka Liljeberg membro della giuria nel 2001
- Johan Renck membro della giuria nel 2001

## Cavallo di bronzo al miglior film
- 1990: The Natural History of Parking Lots, regia di Everett Lewis
- 1991: Europa, regia di Lars von Trier
- 1992: Le iene (Reservoir Dogs), regia di Quentin Tarantino
- 1993: Uno, due, tre, stella! (Un, deux, trois, soleil!), regia di Bertrand Blier
- 1994: Pulp Fiction, regia di Quentin Tarantino
- 1995: Institute Benjamenta, regia di Stephen e Timothy Quay
- 1996: Lepa sela lepo gore, regia di Srđan Dragojević
- 1997: Unmade Beds, regia di Nicholas Barker
- 1998: Rane, regia di Srđan Dragojević
- 1999: Les convoyeurs attendent, regia di Benoît Mariage
- 2000: Ali Zaoua, prince de la rue, regia di Nabil Ayouch
- 2001: Bully, regia di Larry Clark
- 2002: Irréversible, regia di Gaspar Noé
- 2003: Schultze vuole suonare il blues (Schultze Gets the Blues), regia di Michael Schorr
- 2004: Innocence, regia di Lucile Hadžihalilović
- 2005: Nordeste, regia di Juan Diego Solanas
- 2006: SherryBaby, regia di Laurie Collyer
- 2007: 4 mesi, 3 settimane, 2 giorni (4 luni, 3 săptămâni şi 2 zile), regia di Cristian Mungiu
- 2008: Frozen River - Fiume di ghiaccio (Frozen River), regia di Courtney Hunt
- 2009: Kynodontas, regia di Giorgos Lanthimos
- 2010: Un gelido inverno (Winter's Bone), regia di Debra Granik
- 2011: Oslo, 31. august, regia di Joachim Trier
- 2012: Lore, regia di Cate Shortland
- 2013: Il gigante egoista (The Selfish Giant), regia di Clio Barnard
- 2014: Diamante nero (Bande de filles), regia di Céline Sciamma
- 2015: Segreti di famiglia (Louder Than Bombs), regia di Joachim Trier
- 2016: Bezbog, regia di Ralitza Petrova
- 2017: Montparnasse - Femminile singolare (Jeune Femme), regia di Léonor Serraille
- 2018: Firecrackers, regia di Jasmin Mozaffari
- 2019: Song without a name, regia di Melina León
- 2020: Berlin Alexanderplatz, regia di Burhan Qurbani
- 2021: Rhino, regia di Oleg Sentsov
- 2022: Holy Spider, regia di Ali Abbasi
- 2023: Los colonos, regia di Felipe Gálvez Haberle
- 2024: Nickel Boys, regia di RaMell Ross

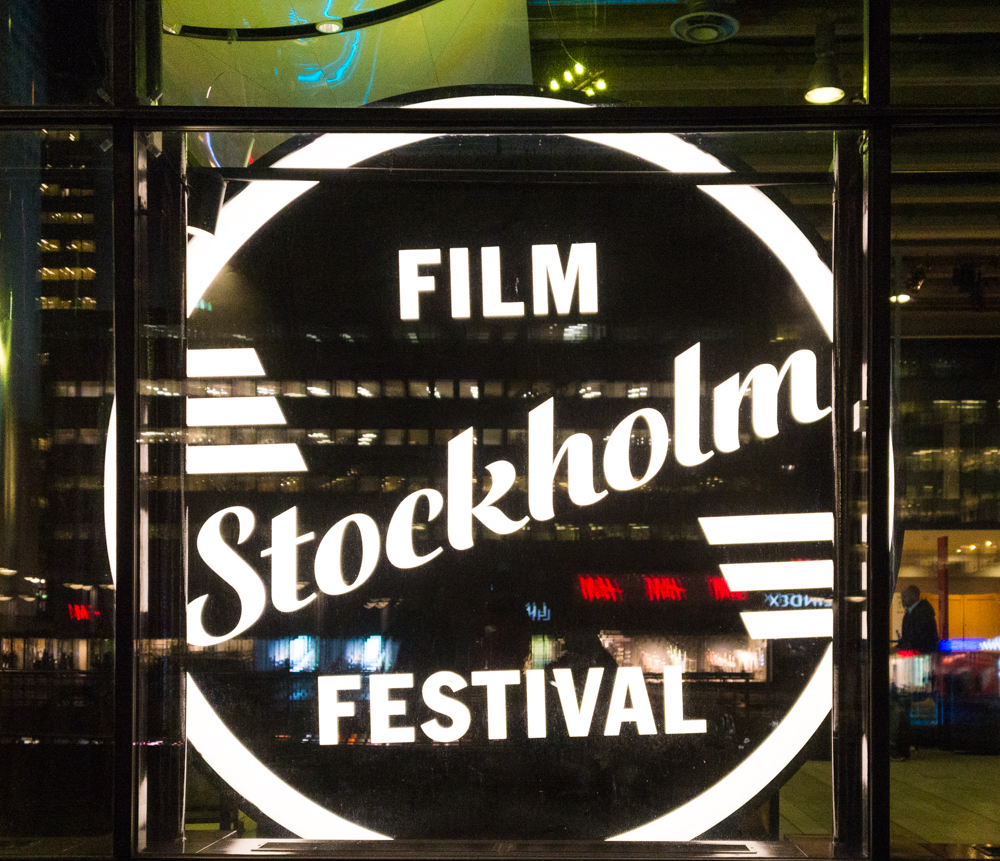
Logo del festival

## Lifetime Achievement Award: Premio alla carriera
- 1990 – Roger Corman
- 1991 – Dennis Hopper
- 1992 – Viveca Lindfors
- 1994 – Quentin Tarantino
- 1995 – Jean-Paul Gaultier
- 1996 – Rod Steiger
- 1997 – Elia Kazan
- 1998 – Gena Rowlands
- 1999 – Roman Polański
- 2000 – Lauren Bacall
- 2001 – Jean-Luc Godard
- 2002 – Erland Josephson
- 2003 – David Lynch
- 2004 – Oliver Stone
- 2005 – David Cronenberg
- 2006 – Lasse Hallström
- 2007 – Paul Schrader
- 2008 – Charlotte Rampling
- 2009 – Susan Sarandon
- 2010 – Harriet Andersson
- 2011 – Isabelle Huppert
- 2012 – Jan Troell
- 2013 – Claire Denis
- 2014 – Mike Leigh
- 2015 – Stephen Frears
- 2016 – Francis Ford Coppola
- 2017 – Vanessa Redgrave
- 2018 – Mary Harron
- 2019 – Max von Sydow
- 2020 – Martin Scorsese e Isabella Rossellini
- 2021 – Jane Campion
- 2022 – Anthony Hopkins
- 2023 – Ken Loach
- 2024 – Costa-Gavras

## Visionary Award
- 2004 – Todd Solondz
- 2005 – Terry Gilliam
- 2006 – Darren Aronofsky
- 2007 – Wes Anderson
- 2008 – Wong Kar-wai
- 2009 – Luc Besson
- 2010 – Gus Van Sant
- 2011 – Alejandro González Iñárritu
- 2012 – Jacques Audiard
- 2013 – Peter Greenaway
- 2014 – Roy Andersson
- 2015 – Yorgos Lanthimos
- 2016 – François Ozon
- 2017 – Pablo Larraín
- 2018 – Asghar Farhadi
- 2019 – Céline Sciamma
- 2020 – Matteo Garrone
- 2021 – Joachim Trier
- 2022 – Sam Mendes
- 2023 – Catherine Breillat
- 2024 – Sean Baker e Steve McQueen

## Achievement Award
- 2012 – Willem Dafoe
- 2014 – Uma Thurman
- 2015 – Ellen Burstyn
- 2018 – Gunnel Lindblom
- 2019 – Payman Maadi
- 2020 – Viggo Mortensen
- 2021 – Kenneth Branagh e Robin Wright
- 2022 – Fares Fares
- 2023 – Ethan Hawke
- 2024 – Jesse Eisenberg